# Nelly Chepchirchir
Nelly Chepchirchir (* 4. Juni 2003) ist eine kenianische Leichtathletin, die sich auf die Mittelstreckenläufe spezialisiert hat.

## Sportliche Laufbahn
Nelly Chepchirchir bestritt 2019 ihre ersten internationalen Wettkämpfe über die Mittelstrecke. Im April trat sie im 800-Meter-Lauf bei den U18-Afrikameisterschaften in Abidjan an, bei denen sie die Bronzemedaille gewinnen konnte. 2021 wurde sie nicht für die U20-Weltmeisterschaften in ihrer kenianischen Heimat berücksichtigt. 2022 trat sie im 800-Meter-Lauf zum ersten Mal bei den kenianischen Meisterschaften an und kam dort als Vierte ins Ziel. Anfang Juli schaffte sie die nationeninterne Qualifikation für die U20-Weltmeisterschaften in Cali. Dort ging sie im August an den Start und zog in das Finale ein. Darin lief sie in 2:01,42 min eine neue Bestzeit, womit sie als Vierte knapp eine Medaille verpasste. 2023 schwenkte Chepchirchir dann komplett auf die 1500-Meter-Distanz um, wenngleich sie Ende Mai in Italien in 1:58,23 min eine neue 800-Meter-Bestzeit lief. Anfang Juni lief sie in den Niederlanden zu einer neuen Bestzeit in 3:58,96 min. Anschließend belegte sie den ersten Platz bei den kenianischen Ausscheidungswettkämpfen für die Weltmeisterschaften im August in Budapest. Dort konnte sie bis in das Finale vordringen. Darin lief sie in 3:57,90 min eine neue Bestzeit und belegte bei ihrem WM-Debüt den fünften Platz.

## Wichtige Wettbewerbe
| Jahr              | Veranstaltung             | Ort               | Platz             | Disziplin         | Zeit              |
| Startet für Kenia | Startet für Kenia         | Startet für Kenia | Startet für Kenia | Startet für Kenia | Startet für Kenia |
| ----------------- | ------------------------- | ----------------- | ----------------- | ----------------- | ----------------- |
| 2019              | U18-Afrikameisterschaften | Abidjan           | 3.                | 800 m             | 2:07,90 min       |
| 2021              | U20-Weltmeisterschaften   | Cali              | 4.                | 800 m             | 2:01,42 min       |
| 2023              | Weltmeisterschaften       | Budapest          | 5.                | 1500 m            | 3:57,90 min       |

## Persönliche Bestleistungen
Freiluft
- 800 m: 1:58,23 min, 27. Mai 2023, Grosseto
- 1500 m: 3:56,72 min, 2. September 2023, Xiamen